# WTA Tour Championships 2007 - Singolare
Il singolare del WTA Tour Championships 2007 è stato un torneo di tennis facente parte del WTA Tour 2007.
Justine Henin era la detentrice del titolo e ha battuto in finale Marija Šarapova con il punteggio di 5–7, 7–5, 6–3.

## Teste di serie
1. Justine Henin (campionessa)
2. Svetlana Kuznecova (round robin)
3. Jelena Janković (round robin)
4. Ana Ivanović (semifinali)

1. Serena Williams (round robin)
2. Marija Šarapova (finale)
3. Anna Čakvetadze (semifinali)
4. Daniela Hantuchová (round robin)

## Tabellone

### Legenda
| - Q = Qualificato - WC = Wild card - LL = Lucky loser | - ALT = Alternate - SE = Special Exempt - PR = Protected Ranking | - w/o = Walkover - r = Ritirato - d = Squalificato |

### Finali
|  | Semifinali | Semifinali      | Semifinali      | Semifinali | Semifinali |  |  | Finale | Finale          | Finale | Finale | Finale |  |
|  |            |                 |                 |            |            |  |  |        |                 |        |        |        |  |
|  | 1          | Justine Henin   | Justine Henin   | 6          | 6          |  |  |        |                 |        |        |        |  |
|  | 4          | Ana Ivanović    | Ana Ivanović    | 4          | 4          |  |  | 1      | Justine Henin   | 5      | 7      | 6      |  |
|  | 7          | Anna Čakvetadze | Anna Čakvetadze | 2          | 2          |  |  | 6      | Marija Šarapova | 7      | 5      | 3      |  |
|  | 6          | Marija Šarapova | Marija Šarapova | 6          | 6          |  |  |        |                 |        |        |        |  |

### Gruppo Giallo
|       |                                | Henin                 | Janković                   | Williams Bartoli           | Čakvetadze              | RR W–L  | Set W–L | Game W–L | Posizione |
| 1     | Justine Henin                  |                       | 6–2, 6–2                   | 6–0, 6–0 (w/ Bartoli)      | 6–1, 7–6(4)             | 3–0     | 6–0     | 37–11    | 1         |
| 3     | Jelena Janković                | 2–6, 2–6              |                            | 1–6, 0–1 ret. (w/ Bartoli) | 4–6, 6–0, 3–6           | 0–3     | 1–6     | 18–31    | 4         |
| 5 ALT | Serena Williams Marion Bartoli | 0–6, 0–6 (w/ Bartoli) | 6–1, 1–0 ret. (w/ Bartoli) |                            | 4–6, ret. (w/ Williams) | 0–1 1–1 | 0–2 2–2 | 4–6 7–13 | 5 3       |
| 7     | Anna Čakvetadze                | 1–6, (4)6–7           | 6–4, 0–6, 6–3              | 6–4, ret. (w/ Williams)    |                         | 2–1     | 4–3     | 25–30    | 2         |

La classifica viene stilata in base ai seguenti criteri: 1) Numero di vittorie; 2) Numero di partite giocate; 3) Scontri diretti (in caso di due giocatori pari merito ); 4) Percentuale di set vinti o di games vinti (in caso di tre giocatori pari merito ); 5) Decisione della commissione.

### Gruppo Rosso
|   |                    | Kuznecova     | Ivanović      | Šarapova      | Hantuchová  | RR W–L | Set W–L | Game W–L | Posizione |
| 2 | Svetlana Kuznecova |               | 1–6, 6–4, 5–7 | 7–5, 2–6, 2–6 | 6(7)–7, 0–6 | 0–3    | 2–6     | 29–47    | 4         |
| 4 | Ana Ivanović       | 6–1, 4–6, 7–5 |               | 1–6, 2–6      | 6–2, 7–6(9) | 2–1    | 4–3     | 33–32    | 2         |
| 6 | Marija Šarapova    | 5–7, 6–2, 6–2 | 6–1, 6–2      |               | 6–4, 7–5    | 3–0    | 6–1     | 44–23    | 1         |
| 8 | Daniela Hantuchová | 7–6(7), 6–0   | 2–6, (9)6–7   | 4–6, 5–7      |             | 1–2    | 2–4     | 30–32    | 3         |

La classifica viene stilata in base ai seguenti criteri: 1) Numero di vittorie; 2) Numero di partite giocate; 3) Scontri diretti (in caso di due giocatori pari merito ); 4) Percentuale di set vinti o di games vinti (in caso di tre giocatori pari merito ); 5) Decisione della commissione.